# Bije

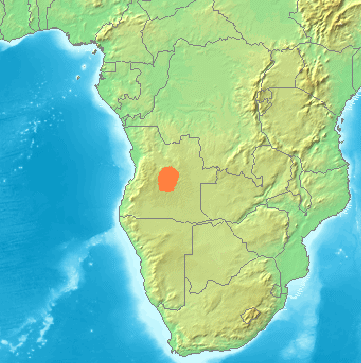
Położenie wyżyny Bije na mapie

Bije (port. Bié, Planalto do Bié) – wyżyna w środkowej Angoli, osiągają wysokość do 2619 m n.p.m. (Morro de Môco). Porasta ją roślinność sawannowa. Wypływają z niej rzeki Okawango, Kuanza, Kuando i Kunene.
Ważniejsze miasta na wyżynie Bije to Huambo i Kuito. Przez wyżynę przebiega linia kolejowa z wybrzeża w głąb kraju (na trasie Benguela-Lobito-Huambo-Kuito-Luena-Luau).